# 長田庄平
長田 庄平（おさだ しょうへい、1980年〈昭和55年〉1月28日 - ）は、日本のお笑いタレント、司会者。お笑いコンビ・チョコレートプラネットのボケとツッコミおよびネタ作成担当。相方は松尾駿。京都府京都市上京区出身。吉本興業所属。

## 来歴
京都市立乾隆小学校、京都市立嘉楽中学校、京都学園高等学校（現・京都先端科学大学附属高等学校）、嵯峨美術短期大学卒業。短大卒業から芸人になるまでは、京都の陶芸教室で講師を務めていたという異色の経歴を持つ。
2005年、東京NSCに11期生として入学。トリオ「スリーポイント」、ピン芸人「長紫庄屋仁時」（おさむらさきしょうやじんとき）として活動を経て、2006年1月に当時ピン芸人だった松尾駿とチョコレートプラネットを結成。NSCでのダンスの授業は首席だった。ほかにも、多くの授業で選抜クラスに入っていたため、卒業公演でネタを披露させてもらえなかったことに対して松尾が怒っていたというエピソードがある。
2011年にR-1ぐらんぷり準決勝進出。 2018年に決勝初進出、Bブロック3位となった（2011年は「オサダショルダー」名義で出場）。
2015年11月4日のルミネtheよしもと出演後に後輩の太田隆司（いぬ）と共に街を歩いていたところ、ひったくりの現場に遭遇して犯人を取り押さえ、逮捕に貢献した。すぐに犯人が逮捕されたこともあり、被害者の女性は被害届を出さなかった。
2016年2月14日に結婚していたが、単独公演を控えていたこともあり、チケット売れ行きを心配してマネージャーからファンへの報告を止められる。翌年2017年2月14日に行われた単独公演にて、1年前に入籍していたことを発表した。結婚式は行っていない。
2018年2月27日に長男が誕生。長田は当日奇しくも長谷川忍（シソンヌ）の結婚式に出席するために休みを取っており、立会出産ができた。
2019年11月25日放送の医療バラエティ番組『名医のTHE太鼓判!』に出演。長年悩まされていた鼻詰まりの原因が鼻茸（鼻腔内にできるポリープ）によるものとの診断を受ける。同番組には2020年2月3日放送分にも出演し、手術を受けることとなり、6月19日にポリープの切除が成功したことを自身のInstagramで報告し、翌日に退院した。

## 人物
趣味はスノーボード、陶芸、モトクロス、ジョギング。高校時代は陸上部に所属し、走り幅跳びをしていた。
高身長に思われがちだが、身長は168センチメートルであり、相方の松尾（169センチメートル）よりも低い。しかし、自身の肩幅の広さや座高の高さ（長田曰く「上半身だけ見たら180センチメートルクラスあるように見えるが、足がめっちゃ短い」）も相まって、第三者からは松尾よりも背が高く見えることが多い。また、横並びで座ると松尾よりも座高が高いため、長田の方が大きく見えてしまう。
コントで使う小道具や衣装のほかにも、オリジナルのTシャツやジーンズなどを作る。ロゴはコンビ名の頭文字であるCとPを組み合わせたもの。
歌唱力が高く、コントやものまねには歌唱力を生かしたものもある。
酒は飲まない。以前は喫煙者であったが、2009年10月に禁煙した。
友達が少ないことで知られているが、同期の向井慧（パンサー）とは、自他ともに認める唯一の親友である。
ニューメタルバンドKornのファン。その影響もあり、『KinKi Kidsのブンブブーン』に出演した際にバグパイプを21万7,580円で購入し、練習を始めた。本人曰く、「FNS歌謡祭でKinKi KidsさんとAnniversaryで共演」を目指している。

## ものまねレパートリー
- 和泉元彌：狂言の所作も真似るが、和泉流ではなく大蔵流の指導を受けたため本物の和泉元彌とは多少異なる所作がある。
- 市川海老蔵
- 稲葉浩志（B'z）
- 瑛人
- 大野雄大（Da-iCE）
- GAO
- カズレーザー（メイプル超合金）
- 片岡愛之助
- 川畑要（CHEMISTRY）
- 神田うの
- 加藤紗里
- 岸英明（ロペス）（ぱいんはうす）
- 北清水雄太（サスケ）
- 木原実
- 喜友名諒
- 倉田大誠
- 坂本九
- 佐藤二朗
- 反町隆史
- ソン・ガンホ
- 大勢
- 田渕章裕（インディアンス）
- 貴水博之（access）
- Toshl（X JAPAN）
- トム・ホーバス
- 西村博之（ひろゆき）（おさゆき・目せまゆき）
- 氷室京介
- 東野有紗
- 東谷義和（ガーシー）[11]
- 藤岡弘、
- 堀潤
- 前澤友作
- 槇原敬之
- 美川憲一
- 水谷隼
- 森渉
- 吉田栄作
- 渡辺篤史など

## 出演

### テレビ
- カウントダウン E.T（2013年7月 - 2014年3月、MUSIC ON! TV）- バイト君として週替り出演。
- 金のツカミ（2023年4月3日・10月8日・2024年4月2日、日本テレビ） - MC
- 向井長田のくるま温泉ちゃんねる（2023年6月3日 - 、BSよしもと）[12]
- 藝大よ、地球を救え。（2023年6月3日 - 、フジテレビ）- MC[13]

### テレビドラマ
- 日本沈没-希望のひと- 第1話（2021年10月10日、TBS） - 情報番組のコメンテーター 役
- 仮面ライダーギーツ 第45話（2023年7月23日、テレビ朝日） - 仮面ライダーXギーツ（声） 役
- ゆりあ先生の赤い糸（2023年10月19日 - 、テレビ朝日） - 長田勝利 役[14]

### 映画
- Sin Clock（2023年） - 成田 役[15]
- 映画 仮面ライダーギーツ 4人のエースと黒狐（2023年7月28日） - メラ / 仮面ライダーXギーツ 役[16]
- リライト（2025年6月13日） - 佐野邦洋 役[17][18]

### インターネット配信
- HITOSHI MATSUMOTO presents ドキュメンタル（2021年、Amazonプライム・ビデオ）- シーズン9出演
- 最強新コンビ決定戦 THE ゴールデンコンビ（2024年10月31日、Amazonプライム・ビデオ）[19]

### 劇場アニメ
- ベルセルク 黄金時代篇III 降臨（2012年） - クリーチャー 役

### 吹き替え
- バッドガイズ（2022年） - シャーク 役[20]

### ナレーション
- BS吉テレ「イベンジャーズ」（2013年4月4日 ‐ 2014年3月27日、BS日テレ）

### CM
- 住友生命（2019年9月 - ）『Vitality』「その時、バイタリティ（体験）」
- ブレインスリープ（2023年6月 - ） - アンバサダー就任[21]